# Tillandsia limbata
Tillandsia limbata là một loài thuộc chi Tillandsia. Đây là loài đặc hữu của México.

## Hình ảnh

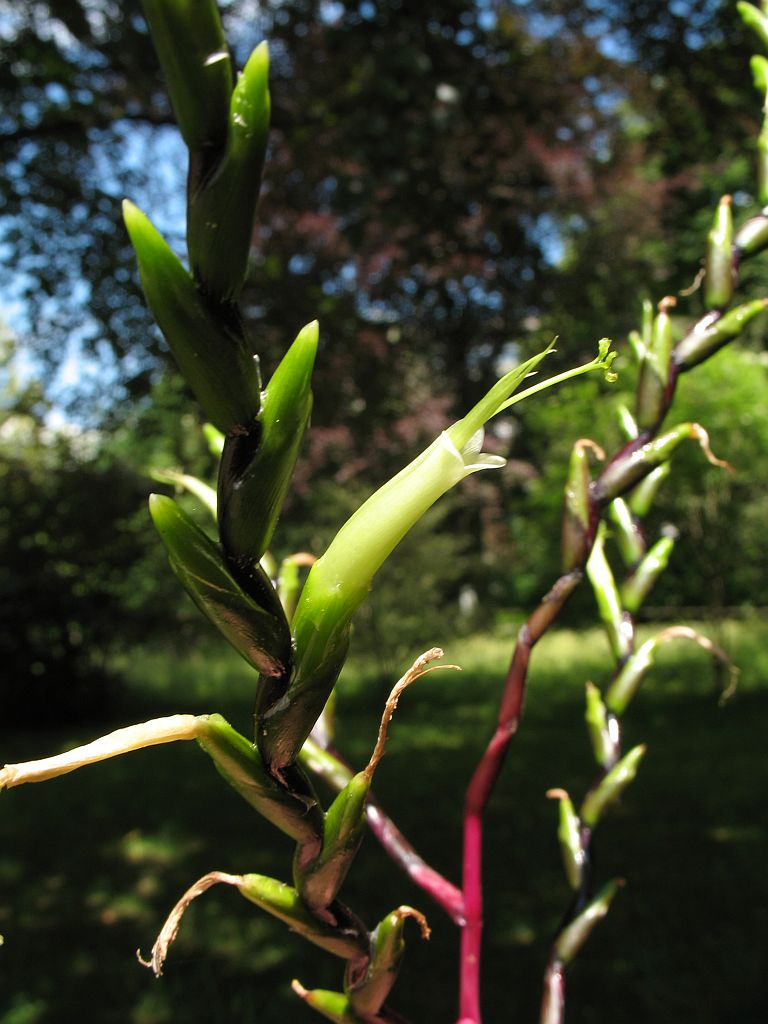
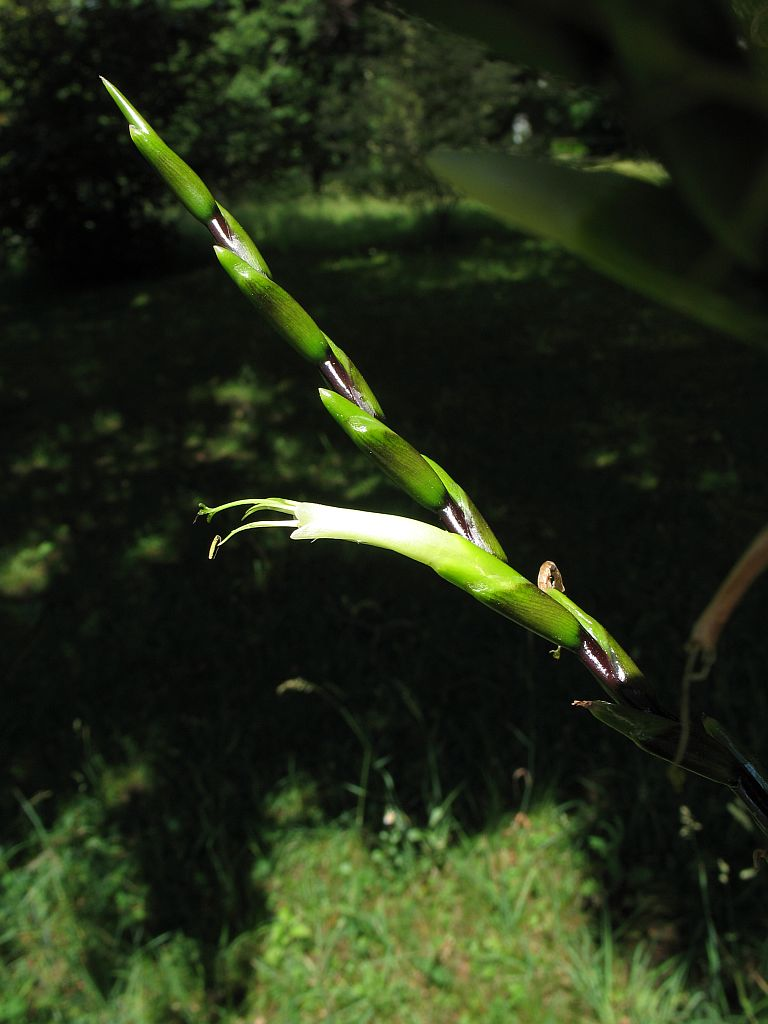
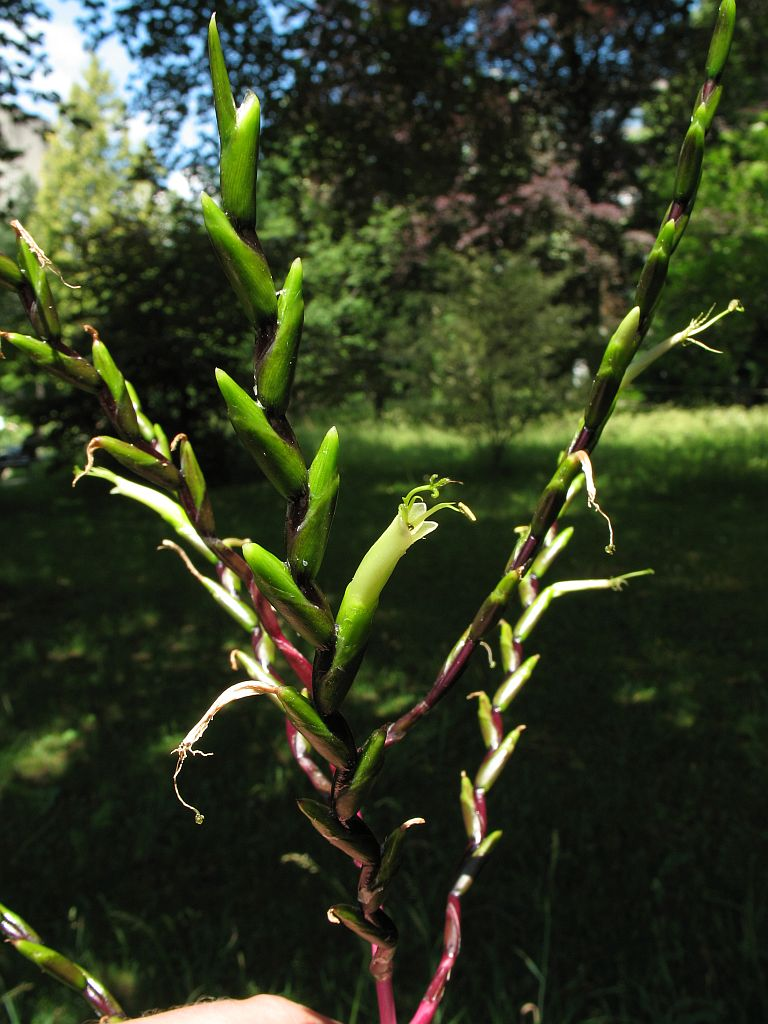

## Giống
- Tillandsia 'Durrell'
- Tillandsia 'Gusher'